# エアーズロック (テレビドラマ)
『エアーズロック』は、2012年4月から東名阪ネット6局で放送された日本のテレビドラマ。

## 概要
アニメ会社ガイナックス初の実写テレビドラマである。
監督は『リンダ リンダ リンダ』の山下敦弘。東京都吉祥寺を舞台とした新感覚サブカル番組・脱力ヒーローコメディ。オープニングには、『愛國戰隊大日本』のDAICON FILM的カラーが色濃く反映されている。ニコニコ動画公式チャンネルでは、メイキングやあらすじを配信。
キャッチコピーは「新感覚!?脱力ヒーローコメディ。」。
最終3話は「吉祥寺決戦シリーズ」と題され、2012年7月1日に阿佐ヶ谷ロフトで先行イベント上映された。
2012年11月3日、再編集された『エアーズロック まさかの劇場版』が吉祥寺バウスシアターで1日限定上映された。
なお2013年の東京国際アニメフェアにおいて、CGアニメとなる「ペラペラエアーズロック」（アニメーション制作：吉祥寺トロン）のPVが公開されている。

## キャスト

### ゴカンファイブ
レギュラー出演者はレッドとピーチのみ。
ゴカンレッド / 赤井 一（あかい はじめ）
演 - 山本浩司
ヒーロー歴25年の「感覚戦士ゴカンファイブ」のリーダー。唯一の現役メンバーだが、今では正義の戦士としての活躍がほとんどないため、もっぱらシューティングバーEA（エアー）の雇われマスターとして働いている。生真面目な性格で現役時代のメンバーの恋愛に関しては全く周知していなかった。旧ピーチのはるかの戦死により傷つき、マスターとして雇われるまで、街角で浮浪者になっていた。
ゴカンピーチ / 桜川 桃花（さくらがわ ももか）
演 - 椎名琴音
オーディションでアルバイトとして選ばれたウェイトレス兼2代目ゴカンピーチ。17歳の女子高生。ヒーローになることには消極的。彼女が踊る舞には不思議な力がある。結局アルバイトは通勤費などの件で辞めたが、吉祥寺決戦を機会にゴカンピーチとして月1回EAに顔を出すようになる。
ゴカンブルー / 青木 涼（あおき りょう）
演 - 日向丈
現在はシューティングバーEAのオーナー兼ゴカンブルー。吉祥寺決戦でピーチとレッドを助けに来た。
ゴカングリーン / 緑川 義男（みどりかわ よしお）
演 - 松浦祐也
現在は妻がいる所帯持ち。メンバーの恋愛関係に偉く詳しく、桃花にその詳細を語った。吉祥寺決戦の最後にロボを駆って来て、着地中にゴールデンババシットを踏み付け、倒した。
ゴカンイエロー / 黄珍快
演 - 前野朋哉
実は旧ピーチのはるかの彼氏であった。吉祥寺決戦で登場、ブルーと共にピーチを幻想から救い出した。
旧ゴカンピーチ / 百瀬 はるか
演 - 柳英里紗
オープニングと回想のみに登場、実はブルーの涼が好きだったが、振られてイエローの彼女になった。戦死してしまい、故人。レッドの幻想にも登場した。

### その他の登場人物
ほぼ登場順で記述する。
権田 清
演 - モト冬樹
ゴカンファイブの古参メカニック。戦闘がほとんどない現在も武器の改良を行っている。
緑川 夏子
演 - 内田慈
緑川義男（グリーン）の妻。
鈴木 美香
演 - 野嵜好美
ワイルドな風貌の30歳の女性。ゴカンピーチになれなかったが、強引にピーチになろうと半年間山で修行し、シューティングバーEAにやって来る。吉祥寺決戦の後、なぜか赤井（レッド）の妻になり、第一子の男子を産む。
紀里谷崎 翔
演 - 宇野祥平
桃花（ピーチ）にしつこく迫るカツラの男。レッドに「怪人ハゲキッス」と名づけられる。
紀里谷 レイコ
演 - 小林きな子
紀里谷崎翔の妻。
下保川（げぼかわ）
演 - 梅澤嘉朗
元怪人ゲボヘドロ。
教官
演 - 山本剛史
ゴカンファイブの教官。
助手のボブ
演 - ヤング・ポール
教官の助手。
桜川 剛（つよし）
演 - 戌井昭人
桃花（ピーチ）の父。警部補。すでに故人で、幻覚シーンに登場。
ゴールデンババシット
演 - 山本竜二
吉祥寺決戦での敵怪人。元怪人ババシットで、ゴールデンババシットに変身する。下保川（ゲボヘドロ）の兄。「G・ババシット」とも称す。
その他 - しのへけい子（ニューピーチオーディション応募者）、南かおり（ニューピーチオーディション応募者）、黒木利徳（桜川剛を知る刑事）、佐藤明三（事務員）、川上十兵衛（紀里谷崎夫妻の息子）

## スタッフ
- 監督 - 山下敦弘
- 脚本 - 山下敦弘、今泉力哉
- 総合プロデューサー - 武田康廣
- プロデューサー - アサオヨシノリ
- 企画 - 山賀博之、アサオヨシノリ
- 助監督 - 橋本英樹
- 撮影 - 高木風太
- 撮影助手 - 水本洋平
- 照明 - 秋山恵二
- 録音 - 高田伸也
- 編集 - 佐藤貴雄
- 美術 - 宇山隆之
- 美術助手 - 沖原正純、塩川節子
- 小道具制作 - 村瀬明宏、所正泰
- 衣装メイク - 佐々木裕
- 制作 - 山田陽介、宇都英生、高間祐児、池内翔
- ゴカンファイブスーツ制作 - 三枝徹
- キャラクターデザイン - 大橋裕之
- 音楽監督 - 池永正二
- ロゴデザイン・タイトルデザイン - 小田島等
- 写真 - 浅田政志
- 製作著作 - ガイナックス
- 協力 - シューティングバーEA、吉祥寺トロン、月眠

## 主題歌
オープニング「感覚戦士ゴカンファイブ」
作詞・作曲 - ¥Cuスタ平 / 編曲 - MML / 歌 - Gero
エンディング「ドレミファだいじょーぶ」
作詞 - 長戸大幸 / 作曲- 織田哲郎 / 歌・編曲 - 神聖かまってちゃん
B.B.クィーンズの同名楽曲のカバー。

## 各話リスト
| 話数   | サブタイトル               | 脚本・監督 | ニコニコ生放送でのトークゲスト                                                        |
| ------ | -------------------------- | ---------- | ------------------------------------------------------------------------------------- |
| 第1話  | ニューピーチオーディション | 山下敦弘   | 山下敦弘（監督）・山本浩司（レッド）                                                  |
| 第2話  | カツラの男                 | 山下敦弘   | モト冬樹（権田清）・今泉力哉（脚本）                                                  |
| 第3話  | ブルー登場                 | 山下敦弘   | 山本浩司（レッド）・日向丈（ブルー）                                                  |
| 第4話  | グリーン夫妻               | 今泉力哉   | 松浦祐也（グリーン）・山本浩司（レッド）・ふじきみつ彦・夙川アトム                    |
| 第5話  | 山から来た女               | 山下敦弘   | 野嵜好美（鈴木美香）                                                                  |
| 第6話  | 合宿 前編                  | 今泉力哉   | みさこ（主題歌）・劔樹人（マネージャー）                                              |
| 第7話  | 合宿 後編                  | 今泉力哉   | 不明                                                                                  |
| 第8話  | カツラの男 VOL.2           | 山下敦弘   | 野嵜好美（鈴木美香）                                                                  |
| 第9話  | 哀しい奴                   | 山下敦弘   | 梅澤嘉朗（下保川）                                                                    |
| 第10話 | さよならモモカ…?           | 今泉力哉   | 大橋裕之（キャラクターデザイン）                                                      |
| 第11話 | 吉祥寺決戦 〜七色の闇〜    | 山下敦弘   | 山本浩司（レッド）・BiS                                                               |
| 第12話 | 吉祥寺決戦 〜黄金の敵〜    | 山下敦弘   | 前野朋哉（イエロー）・戌井昭人（桜川剛）                                              |
| 第13話 | 吉祥寺決戦 〜赤るい希望〜  | 山下敦弘   | 山下敦弘（監督）・山本浩司（レッド）・山本竜二（G・ババシット）・柳英里紗（旧ピーチ） |

## 放送局
| 放送地域       | 放送局         | 放送期間                  | 放送日時           | 放送系列           | 備考                                |
| -------------- | -------------- | ------------------------- | ------------------ | ------------------ | ----------------------------------- |
| 兵庫県         | サンテレビ     | 2012年04月09日 – 07月02日 | 月曜 25:40 - 25:55 | 東名阪ネット6系列  |                                     |
| 埼玉県         | テレビ埼玉     | 2012年04月10日 – 07月03日 | 火曜 25:15 – 25:30 | 東名阪ネット6系列  |                                     |
| 三重県         | 三重テレビ     | 2012年04月10日 – 07月03日 | 火曜 25:15 – 25:30 | 東名阪ネット6系列  |                                     |
| 京都府         | KBS京都        | 2012年04月11日 – 07月04日 | 水曜 23:30 – 23:45 | 東名阪ネット6系列  |                                     |
| 神奈川県       | テレビ神奈川   | 2012年04月13日 – 07月06日 | 金曜 26:15 – 26:30 | 東名阪ネット6系列  |                                     |
| 千葉県         | チバテレビ     | 2012年04月13日 – 07月06日 | 金曜 26:30 – 26:45 | 東名阪ネット6系列  |                                     |
| 鳥取県・島根県 | BSS 山陰放送   | 2012年07月28日 – 11月03日 | 土曜 26:20 – 26:35 | TBS系列            |                                     |
| 日本全域       | ニコニコ生放送 | 2012年08月01日 – 10月26日 | 水曜 23:00 – 23:30 | インターネット配信 | 椎名琴音&ゲストのトークを合体生配信 |

## 美女図ガンDX
美人モデルが水着でエアガンを紹介するコーナー。コスチューム協力はm's。
- vol.1 - 89式小銃★相原みぃ
- vol.2 - M4A1★りりか
- vol.3 - コルトガバメント★乃亜
- vol.4 - ドラグノフ★硯今日子
- vol.5 - バレット★相原みぃ